# Jermaine Easter
Jermaine Easter (Cardiff, 15 gennaio 1982) è un ex calciatore gallese, di ruolo attaccante.

## Biografia
Suo fratello minore Jamal era anch'egli un calciatore.

## Caratteristiche tecniche
Di ruolo Attaccante, poteva giocare come ala su entrambe la fasce.

## Palmarès

### Individuale
- Capocannoniere dei Football League Cup: 1

2006-2007 (6 reti)